# Ilave
Ilave è un comune del Perù, capoluogo della provincia di El Collao, nella regione di Puno.